# 満洲国の地方行政区画

満洲国の地方行政区画（1934年）

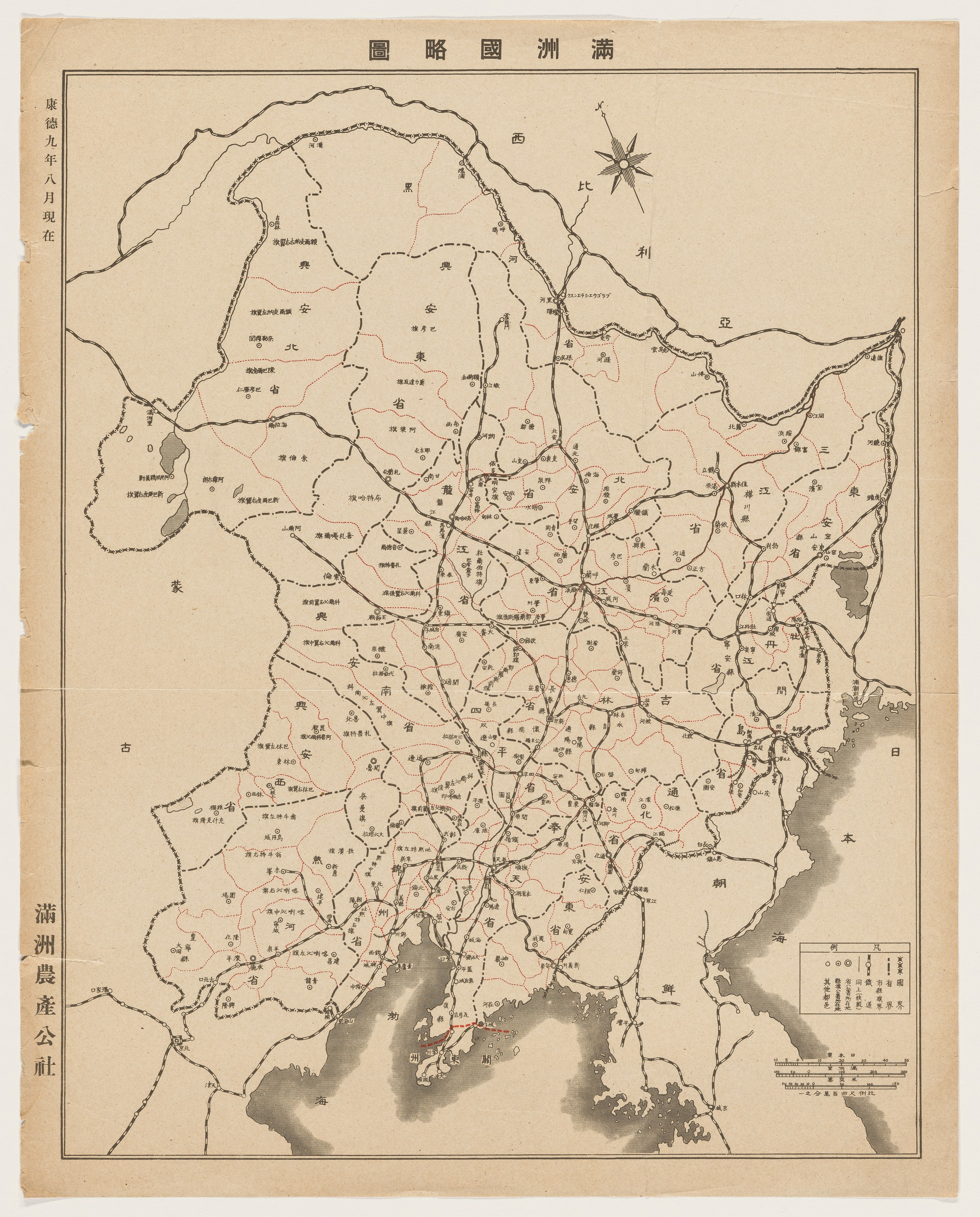
満洲国の地図（1942年）

満洲国の地方行政区画（まんしゅうこくのちほうぎょうせいくかく）では、1931年（大同元年）から1945年（康徳12年）にかけて存在した満洲国の地方行政区画について概説する。
満洲国建国当初は『省公署官制』に基づき国務院民政部により管轄される省県制度と、『興安局官制』及び『興安各省公署官制』に基づき国務院興安局（1932年に興安総署、1934年に蒙政部と改称）により管轄されるモンゴル族の遊牧地を中心とした地域に対する省旗制度に2系統が存在した。このほかに特別区、特別市の行政区画が存在していた。

## 地方行政監督機構
満洲国の地方行政管理機構は大きく4回にわたり調整が行われている。1932年（大同元年）3月9日に公布された『国務院各部官制』により国務院の下部に民政部が設置され、民政部地方司により地方行政、自治行政等を担当し、興安省以外の地方行政組織の監督を行っていた。1937年（康徳4年）になると南満洲鉄道附属地が日本から返還され、同時に中央と地方の関係強化のため民政局を廃止し、新たに内務局を設置し地方行政管理を担当した。1940年（康徳7年）7月1日、満洲国は国務院内務局を廃止、総務庁に地方処を新設した。1945年（康徳12年）5月、戦時体制を遂行するために総務庁の機構整理が実施され、地方処、企画処、統計処を統合し計画局を新設、地方行政業務の統合と効率化が図られた。
モンゴル族を中心とする遊牧地区に対して満洲国は特殊行政区として興安省を設置した。1932年（大同元年）3月9日に公布した『興安局官制』により興安局が省内の及びモンゴル旗の行政事務を統括すると定められ、国務院内に興安局（同年8月3日に興安総署と改称）が設置され、興安省内の一般行政業務以外に、奉吉黒三省のモンゴル族の14旗の政務を担当した。興安局は国務総理の政務を補佐する形式で行政監督を行い興安局総理が局内行政を担当するとともに各分省長を監督していた。1934年（康徳元年）12月1日、興安総署は蒙政部と改称され、各大臣の指揮を受けることない民政部と同級の官庁に改編、1937年（康徳4年）7月1日には地方統治の強化を目的に蒙政部を廃止、国務院内に興安局を新設している。

## 省級行政区画
1932年（大同元年）3月9日、満洲国は『省公署官制』を公布し中華民国時代の省政府を省公署に改編、満洲国政府と県旗公署の中間行政機関と定められ、国務総理及び各部総長の監督の下、各種法令の執行、省内行政事務の処理、省内管理の人事考課を行うものと規定され、奉天省長には民政部総長の臧式毅、吉林省長には財政部総長の熙洽、黒竜江省長には軍令部総長の馬占山がそれぞれ任命された。この時期の省長は平時は各省に駐留、毎週木曜日に新京特別市で開催される国務院会議に参加している。1933年（大同2年）3月に日本軍が熱河地方を占領すると5月3日に熱河省が新設されている（表1）。
| 表1 : 1933年（大同2年）の満洲国省級行政区画 | 表1 : 1933年（大同2年）の満洲国省級行政区画 | 表1 : 1933年（大同2年）の満洲国省級行政区画 | 表1 : 1933年（大同2年）の満洲国省級行政区画 | 表1 : 1933年（大同2年）の満洲国省級行政区画 |
| 行政区名称                                  | 省都                                        | 面積                                        | 人口                                        | 備考                                        |
| ------------------------------------------- | ------------------------------------------- | ------------------------------------------- | ------------------------------------------- | ------------------------------------------- |
| 吉林省                                      | 永吉県                                      |                                             |                                             |                                             |
| 興安省                                      | 興安街                                      |                                             |                                             |                                             |
| 黒竜江省                                    | 竜江県                                      |                                             |                                             |                                             |
| 熱河省                                      | 承徳県                                      |                                             |                                             |                                             |
| 奉天省                                      | 奉天市                                      |                                             |                                             |                                             |
| 新京特別市                                  | -                                           |                                             |                                             |                                             |
| 関東州                                      | -                                           |                                             |                                             | 日本租借地                                  |

1934年（康徳元年）10月11日、匪賊取締り及び国防強化を目的に新たな『省公署官制』を公布、地方行政制度の改革を実施した。改革では省公署の地位は国務総理の監督から外され、民政部大臣の監督の下に各種法令の執行、省内行政事務の処理を行うものとその地位が下げられている。また省長の権限弱体化による中央集権体制の強化を目的に各部総長が省長を兼任する方式を改め、12月1日に新たな省長を任命すると同時に、熱河省を含む東北4省を分割、奉天、吉林、竜江、熱河、錦州、安東、間島、三江、黒河の10省に改編し、清代より続く伝統的な地方行政区分の見直しが行われた。
その後も経済的、軍事的理由により頻繁な行政区画の変更が行われ、1937年（康徳4年）7月7日には朝鮮国境沿いの治安強化を目的に安東省東部に通化省を、浜江省東部に牡丹江省、またソ連からの防衛を目的に1939年（康徳6年）6月1日に北部国境地帯に北安省、東安省が、1941年（康徳8年）7月1日に食糧増産のための農地開発を目的に四平省が設置されている。1941年（康徳8年）8月段階で満洲国には最大19の省が設置された（表2）。
| 表2 : 1941年（康徳8年）8月の満洲国省級行政区画 | 表2 : 1941年（康徳8年）8月の満洲国省級行政区画 | 表2 : 1941年（康徳8年）8月の満洲国省級行政区画 | 表2 : 1941年（康徳8年）8月の満洲国省級行政区画 | 表2 : 1941年（康徳8年）8月の満洲国省級行政区画 |
| 行政区名称                                     | 省都                                           | 面積                                           | 人口                                           | 備考                                           |
| ---------------------------------------------- | ---------------------------------------------- | ---------------------------------------------- | ---------------------------------------------- | ---------------------------------------------- |
| 安東省                                         | 安東市                                         | 2.7万                                          |                                                |                                                |
| 間島省                                         | 延吉県                                         | 2.9万                                          |                                                |                                                |
| 吉林省                                         | 吉林市                                         | 9万                                            |                                                |                                                |
| 錦州省                                         | 錦州市                                         | 3.9万                                          |                                                |                                                |
| 興安西省                                       | 林西県                                         | 7.5万                                          |                                                |                                                |
| 興安東省                                       | 扎蘭屯                                         | 10.7万                                         |                                                |                                                |
| 興安南省                                       | 開魯県                                         | 7.9万                                          |                                                |                                                |
| 興安北省                                       | 海拉爾市                                       | 16万                                           |                                                |                                                |
| 黒河省                                         | 璦琿県                                         | 11万                                           |                                                |                                                |
| 三江省                                         | 佳木斯市                                       |                                                |                                                |                                                |
| 四平省                                         | 四平市                                         |                                                |                                                |                                                |
| 通化省                                         | 通化市                                         | 10.8万                                         |                                                |                                                |
| 東安省                                         | 東安市                                         |                                                |                                                |                                                |
| 熱河省                                         | 承徳県                                         | 9.1万                                          |                                                |                                                |
| 浜江省                                         | 哈爾浜市                                       |                                                |                                                |                                                |
| 奉天省                                         | 奉天市                                         | 7.5万                                          |                                                |                                                |
| 北安省                                         | 北安県                                         |                                                |                                                |                                                |
| 牡丹江省                                       | 牡丹江市                                       | 5.7万                                          |                                                |                                                |
| 竜江省                                         | 斉斉哈爾市                                     | 12.6万                                         |                                                |                                                |
| 新京特別市                                     | -                                              | 435                                            |                                                |                                                |
| 関東州                                         | -                                              |                                                |                                                | 日本租借地                                     |

このほか経済的、軍事的な理由により特殊省制も実施されている。1934年（康徳元年）12月1日に設置された黒河省は、満洲国北端に位置しまた人口希薄な経済的に遅れた地域であったため、1937年（康徳4年）12月1日、満洲国政府は『黒河省官制』を公布、黒河省を特別省に指定し県制を施行しないことを定めた。その後ソ連との軍事的緊張の高まりより1943年（康徳10年）1月1日に『黒河省官制』は廃止となり他省同等の行政区画に改編されている。
また1943年（康徳10年）10月1日には戦時経済体制の強化を目的に牡丹江、間島、東安の3省を総括する東満総省を設置、廃止となった牡丹江省を除く間島、東安両省の上位行政組織が成立した。東満総省は1945年（康徳12年）6月1日に廃止となり、間島省と旧東安省と牡丹江省を統合した東満省が成立している。

## 市制
1932年（大同元年）3月10日、満洲国政府は長春を首都とする事を宣言、金壁東を長春特別市市長に任命、3月14日には長春を新京と改称、8月17日には『特別市制』及び『特別市官制』を公布、翌年4月19日に新京特別市が誕生した。これとは別に1933年（大同2年）7月1日、北満特別区の満洲国返還に伴い哈爾浜特別市が設置され、国務院直轄とされたが、1937年（康徳4年）7月1日に普通市に降格し、浜江省に移管されている。
満洲国成立以前、中華民国時代でも各省の都市部で市制施行のための準備が行われていた。満洲国政府も都市部への市制導入を図り、1936年（康徳3年）4月1日に『市制』及び『市官制』を公布、奉天、吉林、斉斉哈爾を普通市と定めた。普通市でも管轄区域内の一般行政事務、徴税事務を行い、職責においては特別市と同様であったが、国務院直轄でなく省政府の監督を受ける点で異なっていた。1937年（康徳4年）12月1日、南満洲鉄道付属地の満洲国への返還に伴い付属地内の鞍山、撫順、遼陽、営口、鉄嶺、四平街（1941年に四平と改称）、錦州、安東、佳木斯、牡丹江の10市が新に指定、1939年（康徳6年）11月1日には本渓市、1940年（康徳7年）1月1日には阜新市、5月1日には海拉爾市、1941年（康徳8年）1月4日には満洲里市、1942年（康徳9年）1月1日には公主嶺、通化の2市、1943年（康徳10年）4月1日には間島市と満洲国末期までに23市が設置された（表3）。
| 表3 : 満洲国の特別市・普通市 | 表3 : 満洲国の特別市・普通市 | 表3 : 満洲国の特別市・普通市 | 表3 : 満洲国の特別市・普通市 | 表3 : 満洲国の特別市・普通市        |
| 区分                         | 上部行政区                   | 市名                         | 設置年                       | 備考                                |
| ---------------------------- | ---------------------------- | ---------------------------- | ---------------------------- | ----------------------------------- |
| 特別市                       | 国務院                       | 新京特別市                   | 1933年4月19日                | 前身は1932年3月10日成立の長春特別市 |
| 特別市                       | 国務院                       | 哈爾浜特別市                 | 1934年7月1日                 | 1937年7月1日に普通市に改編          |
| 普通市                       | 吉林省                       | 吉林市                       | 1936年12月1日                |                                     |
| 普通市                       | 竜江省                       | 斉斉哈爾市                   | 1936年12月1日                |                                     |
| 普通市                       | 牡丹江省                     | 牡丹江市                     | 1937年12月1日                |                                     |
| 普通市                       | 間島省                       | 間島市                       | 1943年4月1日                 |                                     |
| 普通市                       | 三江省                       | 佳木斯市                     | 1937年12月1日                |                                     |
| 普通市                       | 浜江省                       | 哈爾浜市                     | 1937年12月1日                | 特別市より改編                      |
| 普通市                       | 通化省                       | 通化市                       | 1942年1月1日                 |                                     |
| 普通市                       | 四平省                       | 四平市                       | 1937年12月1日                | 1941年、四平街市より改称            |
| 普通市                       | 奉天省                       | 奉天市                       | 1936年12月1日                |                                     |
| 普通市                       | 奉天省                       | 鞍山市                       | 1937年12月1日                |                                     |
| 普通市                       | 奉天省                       | 営口市                       | 1937年12月1日                |                                     |
| 普通市                       | 奉天省                       | 鉄嶺市                       | 1937年12月1日                |                                     |
| 普通市                       | 奉天省                       | 撫順市                       | 1937年12月1日                |                                     |
| 普通市                       | 奉天省                       | 遼陽市                       | 1937年12月1日                |                                     |
| 普通市                       | 奉天省                       | 本渓湖市                     | 1939年10月1日                |                                     |
| 普通市                       | 錦州省                       | 錦州市                       | 1937年12月1日                |                                     |
| 普通市                       | 錦州省                       | 阜新市                       | 1940年1月1日                 |                                     |
| 普通市                       | 興安総省                     | 海拉爾市                     | 1940年5月1日                 |                                     |
| 普通市                       | 興安総省                     | 満洲里市                     | 1941年1月1日                 |                                     |

## 特別区制
満洲国建国当初、中華民国東省特別行政区の制度はそのまま維持され、国務総理の監督の下に長官公署が設置され、特別区内の一般行政事務を担当した。1933年（大同2年）6月1日、中東鉄道は北満鉄道と改称、7月1日に東省特別行政区は北満特別区と改称された。1934年（康徳元年）3月23日、北満鉄路全線の利権がソ連より満洲国に売却、翌年1月1日に北満特別区の廃止が宣言され、管轄区域は最寄の市県に分割移管されている。
これ以外にも1932年（大同元年）に吉林省延吉地区に間島特別区の設置が検討されたが、実際に設置までに至っていない。

## 県制
1932年（大同元年）7月5日、満洲国政府は『県官制』及び『自治県制』を公布、中華民国時代の県知事を県長と改称、また日本人による県参事官（自治指導員より改称）就任が可能とされた。『自治県制』では県に自治委員会を設置し、県予算の編成、条例の制定及び廃止、県債募集等は自治委員会による認可が必要とすると規定されている。1933年（大同2年）10月1日、満洲国政府は中華民国が設置した設治局を全て県としている。

## 街村制
満洲国建国当初は建国に反対する勢力を鎮圧する目的で北満地区では保甲制度が実施され治安回復が図られた。1933年（大同2年）12月20日に公布された『暫行保甲法』では10戸を1牌、10牌を1甲とし、各警察署管轄区域内の甲を保とし、牌には牌長、甲には正副甲長、保には正副保長が設置され連座制が施行された。これとは別に南満地区では村鎮制度が採用されている。
農村地区の行政管理強化のため、1937年（康徳4年）12月1日の勅令第412号と第415号により日本の町村制度を参考に街村制度が実施され、『街制』及び『村制』の規定に従い県公署所在地及び人口密集地域に街、その他の地域には村が設置された。街長及び村長は県公署より派遣され、満洲国の中央集権的な地方制度が一応の完成を見ることとなった。
1939年（康徳6年）6月7日、国務院は『関於街村育成之件』を公布、街村制度に対しより詳細な規定を設け、人口2万人以上の市街地が形成されている地域及び、人口2万人未満であっても政治、産業、交通の要衝であり且つ市街地が形成されている地域を街と規定された。また村は戸数1000戸、耕作面積4万ムー以上を一応の基準とし、地勢、経済、慣習的に一村を形成しているものを村と規定している。